# Tallinn
Tallinn (uneori scris Talin, în estonă Tallinn) este capitala Estoniei.
Conform unei analize publicate de Culture Trip în 2016, face parte din primele zece cele mai moderne orașe din lume.

## Numele orașului
În 1154 un oraș numit Qlwn sau Qalaven (posibile derivate din Kalevan sau Kolyvan) apare pe o hartă a cartografului Muhammad al-Idrisi, fiind descris drept un mic oraș lângă un mare castel din Astlanda. Unii au sugerat că acel Quwri din Astlanda ar putea fi așezarea ce a precedat actualul oraș Tallinn. Un nume similar, Kolyvan (în limba rusă: Колывань), probabil derivat din numele eroului mitic estonian Kalev, apare într-o cronică timpurie a slavilor răsăriteni.
Până în secolul al XII-lea, scandinavii și Henric al Livoniei, în cronica sa, numesc orașul Lindanisa (în limba daneză: Lyndanisse, în limba suedeză: Lindanäs și în limba slavonă veche de răsărit: Ledenets). Potrivit unor teorii, numele ar avea ca origine miturile estoniene, Linda fiind soția lui Kalev și mama lui Kalevipoeg. Alții au sugerat că numele Lindanisa ar fi compus din linda, ce în limba estoniană arhaică ar însemna oraș sau castel, și nisa ce în limba estoniană arhaică ar însemna peninsulă, la fel ca particula niemi dintr-un nume vechi finlandez al orașului: Kesoniemi.
După cucerirea daneză din 1219, Tallin a primit denumirea de Reval (în germană, suedeză și daneză, Rääveli în finlandeză), nume ce provine de la Revelia (în latină, 'Revala sau Rävala în estoniană) vechea denumire a regiunii Harju, regiunea ce înconjoară capitala Estoniei.
Etimologia numelui contemporan, "Tallinn(a)", este dezbătută de către istorici. Cea mai răspândită interpretare este acea că provine de la "Taani-linn(a)" ("danez"+"castel/oraș", în latină Castrum Danorum) după ce danezii au construit un castel pe locul cetății estoniene Lindanisse. Au fost sugerate și alte etimologii, tot din limba estoniană, precum "tali-linna" ("iarnă"+"castel/oraș"), sau "talu-linna" ("casă/fermă"+"castel/oraș").
Numele oficial anterior, Reval (în limba rusă: Ревель) a fost schimbat după declararea independenței Estoniei (1918–1920) în Tallinna sau Tallinn, ambele forme fiind folosite în perioada interbelică. Astăzi, forma Tallinna este utilizată ca genitivul lui Tallinn în estoniană, fiind în același timp și numele orașului în limba finlandeză. În limba rusă, orașul este numit Та́ллин (Tallin).

## Geografie
Tallinn se află în districtul Harju, din nordul țării. Orașul are o populație de 401.821 (2005) locuitori, făcându-l cel mai mare oraș al Estoniei. Majoritatea populației este de origine estonă, dar există și un număr important de ruși care au imigrat în oraș în timpul când Estonia a fost republică sovietică.  O mare parte a populației cunoaște limba engleză.
Centrul orașului, numit "Orașul Vechi", este foarte frumos și atractiv din punct de vedere turistic, cu multe porțiuni medievale.  În 2006, s-a deschis muzeul KUMU în Tallinn, cel mai mare muzeu de artă din Estonia.
Tallinn are un aeroport modern, situat la 5 km de centru. Transportul în comun este foarte dezvoltat și complex, cuprinzând o rețea întinsă de autobuze, troleibuze și tramvaie, plus două linii de tren urban.

## Istorie
Orașul, cunoscut înainte sub numele de Reval, a aparținut succesiv Ordinului Teutonic, care a ridicat aici fortificații, Danemarcei, Suediei, Rusiei, apoi a devenit capitala Estoniei în 1918. Ocupat de URSS în 1940, de Germania în 1941, apoi din nou de URSS din 1945 până în 1991. A fost foarte prosper de-a lungul istoriei, datorită poziției strategice pe care o are la Marea Baltică. Pentru o lungă perioadă de timp, și indiferent de stăpânirile politice, Tallinn a fost unul din orașele fruntașe ale Ligii Hanseatice, fiind simultan și un centru important al comerțului cu sare în Evul Mediu .

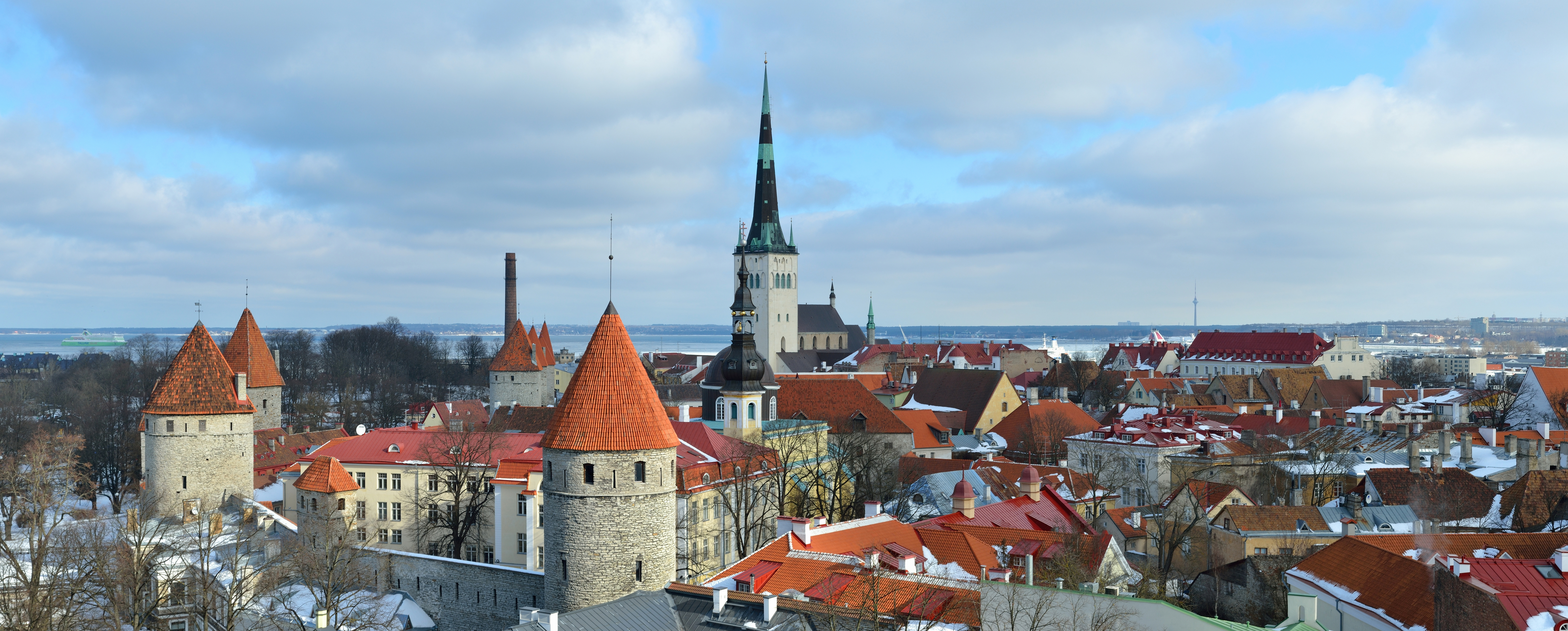
Tallinn - orașul vechi (centrul istoric)

Din 1991 încoace Tallinn s-a extins foarte mult, iar azi zona metropolitană cuprinde și localitățile Aegviidu și Paldiski. Zonele din afara orașului vechi s-au dezvoltat și ele, devenind cartiere moderne.
Tallinn este recunoscut în ziua de astăzi drept centru tehnologic și de software al republicilor baltice. Cel de-al 47-lea concurs muzical al Euroviziunii a avut loc la Tallinn în ziua de 25 mai 2002.
Centrul istoric din Tallinn a fost înscris în anul 1997 pe lista patrimoniului cultural mondial UNESCO.
Tallinn și orașul Turku, Finlanda, au fost desemnate de către Parlamentul European drept Capitale Europene ale Culturii pentru anul 2011.

## Personalități născute aici
- Aleksei Haruzin (1864 - 1932), om de stat, antropolog, etnograf;
- Marie Under (1883 - 1980), poetă;
- Andreas Meyer-Landrut (n. 1929), diplomat german;
- Mare Vint (1942 - 2020), artist grafic;
- Signe Kivi (n. 1957), om politic;
- Kaja Kallas (n. 1977), politiciană, premier al țării;
- Katrin Pärn (n. 1977), cântăreață, actriță;
- Taavi Rõivas (n. 1979), politician, fost premier;
- Irina Embrich (n. 1980), scrimeră;
- Elina Nechayeva (n. 1991), soprană;
- Anett Kontaveit (n. 1995), tenismenă.

## Orașe înfrățite
Sunt 18 de orașe înfrățite cu Tallinn:
| - Annapolis, Maryland, Statele Unite - Białystok, Polonia - Dartford, Anglia - Gdańsk, Polonia - Gdynia, Polonia - Gent, Belgia - Göteborg, Suedia - Groningen, Țările de Jos - Kiel, Germania | - Kotka, Finlanda - Łomża, Polonia - Los Gatos, California, Statele Unite - Malmö, Suedia - Portland, Oregon, Statele Unite - Riga, Letonia - Sankt Petersburg, Rusia - Schwerin, Germania - Veneția, Italia |